# Гайдэн
Гайдэн (яп. 外伝 досл. «Альтернативная история») — термин японской культуры, означающий отдельный сюжет в повествовании произведения.
Действие гайдэна может происходить в другом месте, или же другом времени, чем основной сюжет произведения. Такие вставки могут использоваться как связующее звено между уже произошедшими событиями. Гайдэны используются в манге и аниме-сериалах главным образом для более детального описания личности того или иного персонажа, к примеру повествование о его детстве. Также может означать сиквел произведения.

## В массовой культуре
- Какаси гайдэн (119, 120 серии Naruto: Shippuuden) — повествование о том, как Какаси Хатакэ получил свой сяринган.
- Darker than Black: The Black Contractor — Gaiden — четыре OVA, описывающих события из жизни Хэя и Инь за временной промежуток между концом первого сезона и началом второго аниме «Темнее чёрного».
- Аниматрица — сборник коротких аниме-OVA, связанных между собой общей тематикой — знаменитой вселенной «Матрицы».
- Resident Evil Gaiden — одна из игр серии Resident Evil.